# Чемпионат Европы по фигурному катанию 1923
Чемпионат Европы по фигурному катанию 1923 года проходил в Осло (Норвегия). Победу одержал Вилли Бёкль.

## Результаты
| Место | Имя             | Страна    |
| ----- | --------------- | --------- |
| 1     | Вилли Бёкль     | Австрия   |
| 2     | Мартин Стиксруд | Норвегия  |
| 3     | Гуннар Якобсон  | Финляндия |
| 4     | Кай аф Экстрём  | Швеция    |